# Władysław Boziewicz
Władysław Edward Boziewicz (ur. 24 grudnia 1886 w Boguszy, zm. 1946 w Krakowie) – kapitan intendent Wojska Polskiego, autor Polskiego kodeksu honorowego (1919).

## Życiorys
Urodził się w rodzinie szlacheckiej Aleksandra i Marii z Borowskich. Maturę zdał w roku 1908 w III Gimnazjum im. J. Sobieskiego w Krakowie. Studia w roku 1914 ukończył na Wydziale Prawa Uniwersytetu Jagiellońskiego, uzyskując absolutorium (zdał egzamin historyczny). 1 sierpnia 1914 wstąpił do cesarskiej i królewskiej armii 1 sierpnia 1914 r. jako jednoroczny ochotnik. W czasie wojny awansowany na podporucznika.
W 1918 przyjęty został do Wojska Polskiego, gdzie później uzyskał stopień porucznika. 3 maja 1922 zweryfikowany został w stopniu kapitana ze starszeństwem z dniem 1 czerwca 1919 w korpusie oficerów rezerwy administracji, dział gospodarczy. Jako oficer rezerwy zatrzymany został w służbie czynnej. Pełnił tę służbę w Rejonowym Zakładzie Gospodarczym w Katowicach (1923) i w Mysłowicach (1924), pozostając równocześnie oficerem nadetatowym Okręgowego Zakładu Gospodarczego Nr V w Krakowie. Następnie przeniesiony został z rezerwy do służby czynnej, w stopniu kapitana ze starszeństwem z dniem 1 lipca 1919, w korpusie oficerów administracji, grupa gospodarcza. W 1928 pełnił służbę zawodową w Kadrze 5 batalionu administracyjnego w Krakowie. W 1934 pozostawał na liście starszeństwa oficerów stanu spoczynku intendentów, w stopniu kapitana ze starszeństwem z dniem 1 lipca 1919.
Żoną Boziewicza była Zofia z Czaszów, małżeństwo to było bezdzietne. W czasie okupacji Boziewicz prowadził sklepik spożywczy. Za pomoc partyzantom przez kilka miesięcy był więziony na Montelupich w Krakowie.
Zarówno wykształcenie prawnicze, jak i służba wojskowa dały Boziewiczowi znajomość realiów związanych z pojedynkami. Nie jest natomiast jasne czy autor Kodeksu Honorowego osobiście się pojedynkował. Jedyny ślad wskazujący na związki z postępowaniem honorowym to protokół sądu honorowego dla oficerów z 30 czerwca 1923, stwierdzający, że Kapitan Władysław Boziewicz nie ma być oddany pod sąd honorowy, ponieważ ani z aktów sądowych, ani z przeprowadzonego dochodzenia nie wynika, aby (...) dopuścił się uchylenia godności stanu oficerskiego, jak również, by był osobiście przez p. Salca obrażony. Można więc wyciągnąć wniosek, że do pojedynku nie doszło.
Kodeks zawiera zbiór reguł, którymi kierować się winni ludzie honoru w przypadkach gdy ktoś ich obrazi. W praktyce chodziło głównie o przepisy dotyczące pojedynków. Przepisy te nie były aktem prawnym, jedynie prawem zwyczajowym; pojedynek zgodnie z tymczasowo obowiązującym prawem wywodzącym się od byłych zaborców był ścigany jako osobne przestępstwo. Wprowadzony w 1932 roku Kodeks Karny nie uwzględniał karalności wyzwania na pojedynek ani udziału w nim, dopiero za zadanie uszkodzeń ciała lub śmierci pojedynkowicz był pociągany do odpowiedzialności karnej, sekundantów sąd mógł uwolnić od kary. Kodeks karny wojskowy z 1932 w art. 57 głosił § 1. Żołnierz, który z powodów służbowych wyzywa na pojedynek przełożonego lub starszego w stopniu służbowym, podlega karze więzienia do lat 10. § 2. Tej samej karze podlega przełożony, lub starszy w stopniu służbowym, który na takie wezwanie stanie do pojedynku.